# Biruaca (khu tự quản)
Biruaca là một khu tự quản thuộc bang Apure, Venezuela. Thủ phủ của khu tự quản Biruaca đóng tại Biruaca. Khự tự quản Biruaca có diện tích 1281 km2, dân số theo điều tra dân số ngày 21 tháng 10 năm 2001 là 43119 người.